# Заозер'я (Калінінградська область)
Заозер'я (рос. Заозёрье) — селище Гур'євського міського округу, Калінінградської області Росії. Входить до складу Низовського сільського поселення.
Населення — 418 осіб (2015 рік).

## Населення
| 2002 | 2010 |
| ---- | ---- |
| 287  | ↗418 |